# 이현영 (기자)
이현영 (1992년 8월 12일 ~ )는 대한민국의 SBS의 기자이다.

## 학력
- 서울대학교 불어교육학과 (2011학번 / 학사)

## 경력
- 2016년 SBS 보도본부 기자 입사
- 2017년 SBS 보도본부 사회부 기자
- SBS 보도본부 정치부 기자
- SBS 보도본부 탐사보도부  기자

## 뉴스
- SBS TV : 《모닝와이드》앵커 (토요, 2020년 7월 4일 ~ 2021년 1월 2일)
- SBS TV : 《SBS 8 뉴스》앵커 (주말, 2025년 4월 19일 ~ 현재)